# Rock in Rio Lisboa IV

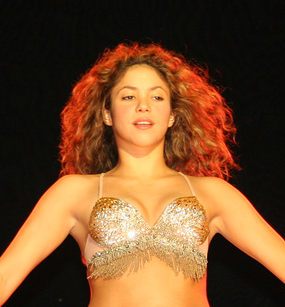
Shakira

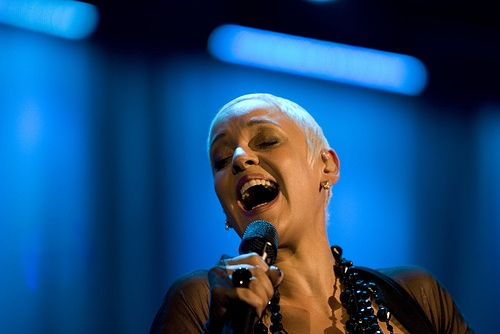
Mariza
(foto - José Goulão)

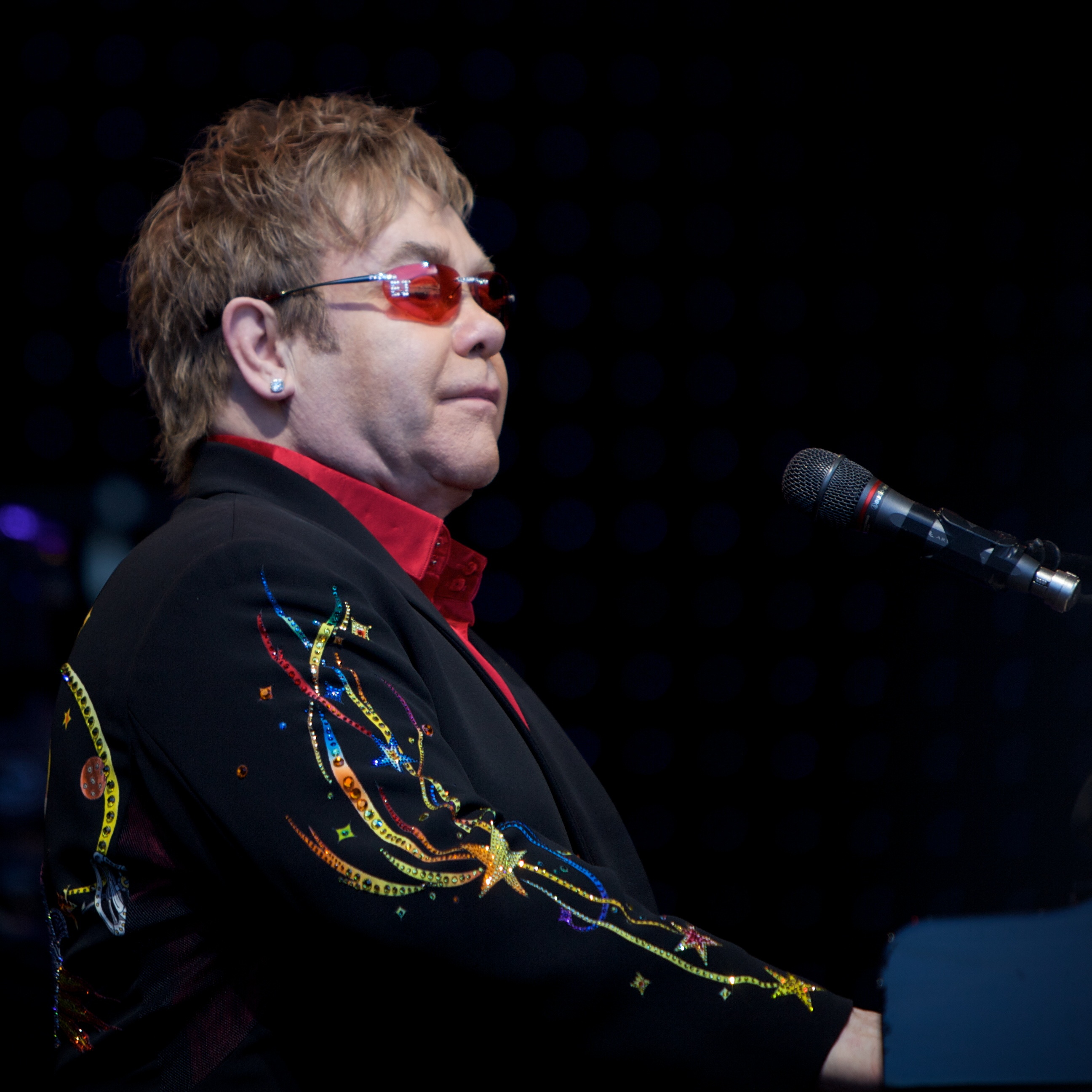
Elton John

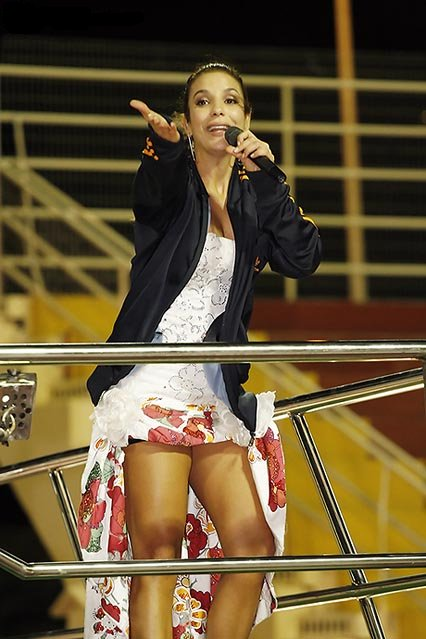
Ivete Sangalo

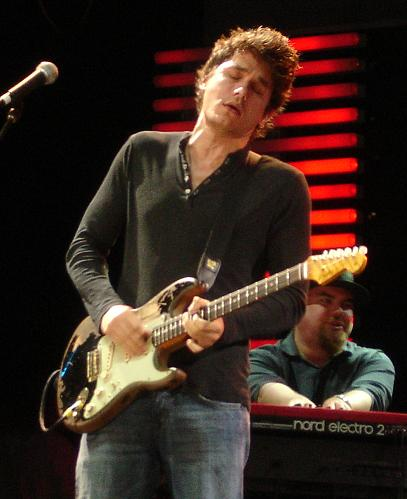
John Mayer

## Artister på Rock in Rio Lisboa IV(2010)
21 maj 2010
- Shakira
- John Mayer
- Ivete Sangalo
- Mariza

22 maj 2010
- 2 Many Djs Live
- Elton John
- Leona Lewis
- Trovante
- João Pedro Pais

27 maj 2010
- Muse
- Snow Patrol
- Xutos & Pontapés
- Sum 41

29 maj 2010
- Miley Cyrus
- McFly
- Amy MacDonald
- D'zrt

30 maj 2010
- Rammstein
- Megadeth
- Motorhead
- Soulfly